# Sabien Lilaj
Sabien Lilaj (ur. 10 lutego 1989 w Korczy) – albański piłkarz grający na pozycji środkowego pomocnika.

## Kariera klubowa
Karierę piłkarską Lilaj rozpoczął w klubie KF Tirana. W 2008 roku awansował do kadry pierwszego zespołu i w sezonie 2008/2009 zadebiutował w jego barwach w pierwszej lidze albańskiej. W sezonie 2010/2011 zdobył z nim Puchar Albanii.
W 2011 roku Lilaj przeszedł do Lokomotivy Zagrzeb. Zadebiutował w niej 9 września 2011 w przegranym 2:3 domowym meczu z NK Zagreb. W zespole Lokomotivy spędził sezon.
Latem 2012 Lilaj został piłkarzem Skënderbeu Korcza, w którym swój debiut zaliczył 24 sierpnia 2012 w zwycięskim 3:1 wyjazdowym spotkaniu z Vllaznią Szkodra. W sezonie 2012/2013 wywalczył ze Skënderbeu tytuł mistrza Albanii.
| Sezon   | Klub               | Kraj        | Rozgrywki           | Mecze | Bramki |
| ------- | ------------------ | ----------- | ------------------- | ----- | ------ |
| 2008/09 | KF Tirana          | Albania     | Kategoria Superiore | 20    | 1      |
| 2009/10 | KF Tirana          | Albania     | Kategoria Superiore | 23    | 0      |
| 2010/11 | KF Tirana          | Albania     | Kategoria Superiore | 24    | 1      |
| 2011/12 | Lokomotiva Zagrzeb | Chorwacja   | Prva HNL            | 15    | 0      |
| 2012/13 | Skënderbeu Korcza  | Albania     | Kategoria Superiore | 20    | 4      |
| 2013/14 | Skënderbeu Korcza  | Albania     | Kategoria Superiore | 29    | 2      |
| 2014/15 | Skënderbeu Korcza  | Albania     | Kategoria Superiore | 33    | 4      |
| 2015/16 | Skënderbeu Korcza  | Albania     | Kategoria Superiore | 30    | 3      |
| 2016/17 | FK Kukësi          | Albania     | Kategoria Superiore | 0     | 0      |
| 2016/17 | Skënderbeu Korcza  | Albania     | Kategoria Superiore | 25    | 0      |
| 2017/18 | Skënderbeu Korcza  | Albania     | Kategoria Superiore | 27    | 7      |
| 2018/19 | Qəbələ FK          | Azerbejdżan | Premyer Liqası      | 23    | 0      |
| 2019/20 | Sekcia Nes Cijjona | Izrael      | Ligat ha’Al         | 30    | 1      |
| 2020/21 | FC Prishtina       | Kosowo      | Superliga e Kosovës | 25    | 2      |
| 2021/22 | FC Prishtina       | Kosowo      | Superliga e Kosovës | 2     | 1      |
| 2021/22 | Dinamo Tirana      | Albania     | Kategoria Superiore | 20    | 1      |
| 2022/23 | Dinamo Tirana      | Albania     | Kategoria e Parë    | 14    | 1      |

## Kariera reprezentacyjna
W reprezentacji Albanii Lilaj zadebiutował 7 października 2011 roku w przegranym 0:3 meczu eliminacji do Euro 2012 z Francją, rozegranym w Saint-Denis.